# Nealcidion interrogationis
Nealcidion interrogationis là một loài bọ cánh cứng trong họ Cerambycidae.